# Humanistická strana
Humanistická strana byla malá česká neparlamentní politická strana.
Strana měla své zastupitele v několika českých městech. Do roku 2005 vystupovala pod názvem Humanistická aliance. Svůj program strana zakládala na větší účasti lidí na podílu státní moci, celosvětové udržování míru a bezplatném školství a zdravotnictví. Barvou strany byla dlouhodobě oranžová.
Od roku 2005 byl předsedou Humanistické strany Jan Tamáš, známý z různých protiradarových aktivit. Za stranu kandidovalo více žen než mužů. Humanistická strana se stavěla proti jakýmkoliv válkám, podporovala pacifistické iniciativy.

## Volby
- Parlamentní volby v roce 2002 – strana kandidovala celorepublikově jako Humanistická aliance. Získala celkem 8 461 hlasů, což bylo celkem 0,17%.[1]
- Volby do Evropského parlamentu v roce 2004. Humanistická aliance ve volbách získala 3 977 hlasů, což je celorepublikově 0,17%.[2]
- Parlamentní volby v roce 2006 – strana kandidovala pouze v Praze, kde získala 857 hlasů. To je 0,13% v Praze a 0,01% celorepublikově.[3]
- Volby do Evropského parlamentu v roce 2009 – Humanistická strana ve volbách získala 4 584 hlasů, což je celorepublikově 0,19%.[4]
- Parlamentní volby v roce 2010 – Humanistická strana ve volbách získala 552 hlasů, což je celorepublikově 0,01%.[5]